# Blandengues de Montevidéu

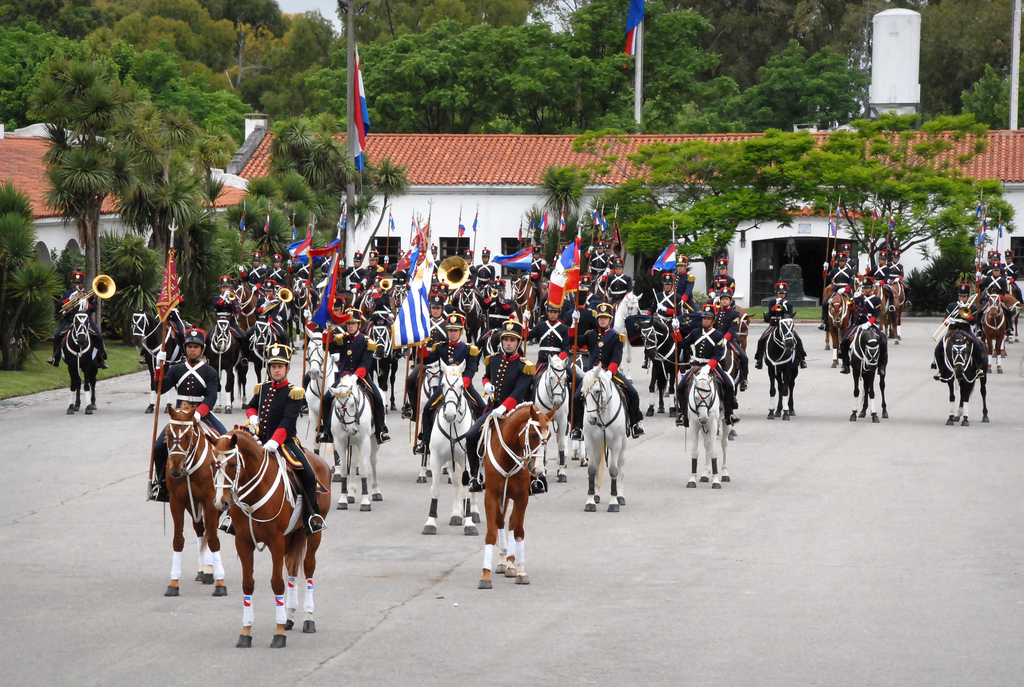
Blandengues de Artigas no Quartel do Regimento de Cavalaria Nº 1 de Blandengues de Artigas (2013).

Blandengues de Artigas é o nome de uma unidade militar de cavalaria do Uruguai cujas origens remontam aos tempos da presença da coroa espanhola na região.

## Antecedentes
Os corpos de blandengues eram milícias crioulas do rio da Prata, onde enfrentavam permanentemente os povos indígenas do Pampa e do Chaco, bem como as incursões dos portugueses na região da Banda Oriental (atual Uruguai e partes do Rio Grande do Sul no Brasil).
Seu nome se deve ao fato de que, quando eram revistados por um governador, "brandiam" (em castelhano:  blandieron) as lanças com as quais estavam armados em sinal de homenagem às autoridades. O uniforme que usavam consistia em: uma jaqueta curta e calções azuis, lapelas, um colete e uma gola vermelha, com uma trança estreita e um botão dourado. No inverno, usavam um poncho.

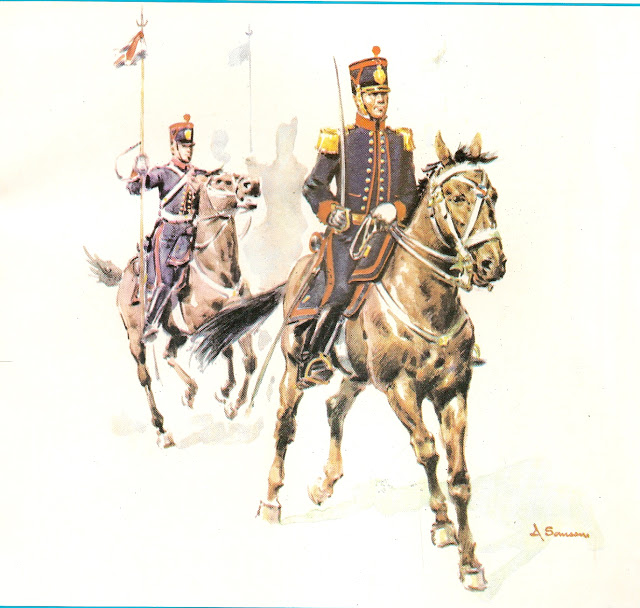
Uniforme de um soldado (costas) e de um oficial (frente) do corpo de Blandengues de Montevidéu no início do século XIX.

## Blandengues da Fronteira de Montevidéu

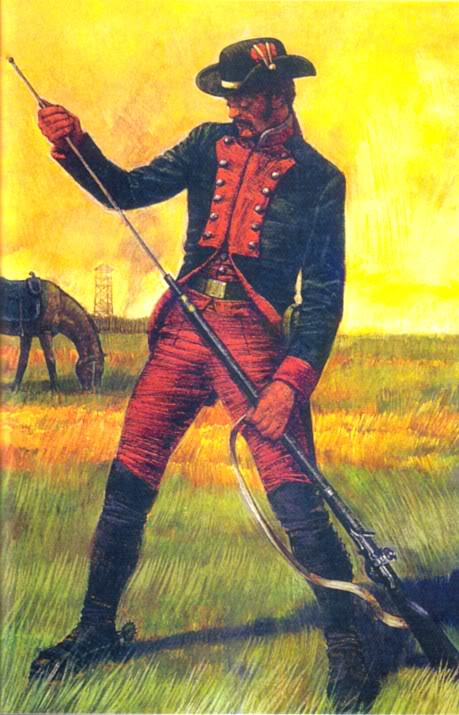
Blandengue. Óleo sobre tela de Mauricio Rugendas (1802-1858).

O Vice-Rei do Rio da Prata Pedro Melo de Portugal, após convocar um Conselho de Guerra, criou o Cuerpo Veterano de Blandengues de la Frontera de Montevideo em 7 de dezembro de 1796, atribuindo-lhe a sede do Quartel dos Dragões em Maldonado. O corpo foi formado com a mesma organização, funções, armas e uniformes de seus antecessores em Santa Fé e Buenos Aires.
Por decreto de 7 de fevereiro de 1797, o governador de Montevidéu, Antonio de Olaguer y Feliú, convocou a formação da unidade, perdoando contrabandistas, desertores e criminosos que vagavam pelo interior fugindo da justiça, com exceção dos assassinos. Eles deveriam se apresentar voluntariamente com pelo menos 6 cavalos e servir por 8 anos. Em 10 de março, José Artigas compareceu, iniciando sua carreira militar como tenente, e com total liberdade para agir como bem entendesse a fim de reduzir os demais contrabandistas.
Por decreto real de 12 de maio de 1797, o rei Carlos IV aprovou a criação do Cuerpo de Blandengues de la Frontera de Montevideo. Em 23 de setembro daquele ano, o regimento foi estabelecido, e seu primeiro comandante, o sargento-mor Cayetano Ramírez de Arellano, foi nomeado em 6 de outubro.
A unidade foi formada com oito companhias de cem homens cada, apoiadas financeiramente pelo Cabildo de Montevidéu, utilizando oficiais do corpo de veteranos de Buenos Aires e das milícias da Banda Oriental.
Durante a Guerra da Independência, a unidade foi dividida entre os dois lados. Quando as forças comandadas por Carlos María de Alvear entraram em Montevidéu em 23 de junho de 1814, a facção monarquista do corpo era composta pelo comandante Ramírez de Arellano, os capitães Bartolomé Riesgo, Juan Agustín Pagola e Carlos Maciel, além de 57 soldados. O corpo desapareceu completamente antes de Artigas se exilar no Paraguai em 1820.

## Regimento Blandengues de Artigas nº 1 de Cavalaria
O atual regimento Blandengues de Artigas de Caballería Nº 1 é um dos corpos que compõem o Exército do Uruguai. Serve como escolta do Presidente da República e seus membros constituem a guarda de honra. Também é responsável pela segurança perimetral da Casa de Governo, residência presidencial de Suárez y Reyes e pela custódia dos restos mortais do general José Gervasio Artigas no Mausoléu da Praça Independência.
Participa ativamente das celebrações dos feriados nacionais uruguaios, desfilando a cavalo com sua "Charanga Grito de Asencio" (banda de músicos montados), bandeiras, escoltas e esquadrões de cavaleiros.
Em 25 de agosto de 1910, por decreto do presidente Claudio Williman foi decidido que o Regimiento Escolta N° 1 de Caballería seria renomeado para Regimiento Blandengues de Artigas N° 1 de Caballería'.
O Regimento é subdividido em dois Grupos de Esquadrões. O primeiro compreende os esquadrões de cavalaria "Federação", "República" e "Independência", enquanto o segundo Grupo de Esquadrões é composto por um Esquadrão de Honra, denominado "Ayuí", e um Esquadrão de Comando e Serviços, conhecido como "Purificação".